# Aeródromo Anduki
El Aeródromo Anduki (OACI: WBAK) es un aeropuerto en Seria, un pueblo en Distrito Belait de Brunéi. Está gestionado por Brunéi Shell Petroleum (BSP), que utiliza helicópteros Sikorsky S-92 como medio de transporte a las plataformas petrolíferas. BSP reemplazó la pista de hierba por una pista de alquitrán y con ayudas instrumentales en 2008. Entre las mejoras futuras se encuentran la iluminación de pista y un procedimiento de aproximación instrumental.

## Historia
El aeropuerto fue inaugurado en 1951, cuando un Supermarine Sea Otter propiedad de British Malaysian Petroleum (ahora BSP) fue la primera aeronave en aterrizar en el Aeródromo Anduki.